# Estrilda nigriloris
La estrilda ojinegra o estrilda de Upemba (Estrilda nigriloris) es una especie de ave paseriforme de la familia Estrildidae propia África Central.

## Distribución y hábitat
Suele encontrárselo en las cercanías del río Lualaba y del lago Upemba, en la región sureña de la República Democrática del Congo. Esta área es inferior a los 260.000 kilómetros cuadrados.
Por lo general, el astrild de cara negra suele verse en praderas herbáceas, provistas de pastos altos y vegetación arbustiva, formando pequeñísimas bandadas. La mayor parte de los individuos de esta especie se halla, muy probablemente, dentro de la población animal del Parque nacional Upemba; sin embargo, no existen precisiones acerca del papel jugado por las autoridades de dicha reserva en la protección y preservación de su medio ambiente.